# Maxime Soulas
Maxime Henry Armand Soulas (19 april 1999) is een Frans voetballer die doorgaans als verdediger speelt. Hij debuteerde op 1 september 2017 in het betaald voetbal als speler van Jong PSV. In 2020 maakte hij de overstap van PSV Eindhoven naar Fremad Amager

## Carrière
Soulas speelde in de jeugd van Montpellier HSC. Die verruilde hij na een stage voor die van PSV, gedurende het seizoen 2016/17 op huurbasis en in juli 2017 definitief. Soulas maakte op 1 september 2017 zijn debuut in het betaald voetbal. Hij begon die dag in de basis van Jong PSV tijdens een wedstrijd in de Eerste divisie, thuis tegen Jong Ajax (0–3 verlies).
Zijn contract liep tot in de zomer van 2020 en werd niet verlengd.

## Clubstatistieken
| Seizoen     | Club        | Competitie     | Competitie | Competitie | Beker | Beker | Internationaal | Internationaal | Totaal | Totaal |
| Seizoen     | Club        | Competitie     | Wed.       | Dlp.       | Wed.  | Dlp.  | Wed.           | Dlp.           | Wed.   | Dlp.   |
| ----------- | ----------- | -------------- | ---------- | ---------- | ----- | ----- | -------------- | -------------- | ------ | ------ |
| 2017/18     | Jong PSV    | Eerste divisie | 5          | 0          | 0     | 0     | —              | —              | 5      | 0      |
| 2018/19     | Jong PSV    | Eerste divisie | 35         | 1          | 0     | 0     | —              | —              | 35     | 1      |
| 2019/20     | Jong PSV    | Eerste divisie | 9          | 0          | 0     | 0     | —              | —              | 9      | 0      |
| Club totaal | Club totaal | Club totaal    | 49         | 1          | 0     | 0     | 0              | 0              | 49     | 1      |

Bijgewerkt t/m 5 oktober 2019